# Beitrittsverhandlungen der Republik Moldau mit der Europäischen Union
Am 3. März 2022, kurz nach dem Beginn des russischen Überfalls auf die Ukraine, beantragte die Republik Moldau die Mitgliedschaft in der Europäischen Union (EU). Am 23. Juni 2022 empfahl die Europäische Kommission, dass der Europäische Rat der Republik Moldau den Kandidatenstatus für den Beitritt zur Europäischen Union zuerkennt. Diesen Status erhielt Moldau am selben Tag.
Am 21. Mai 2023 fand in der Hauptstadt Chișinău eine von der Regierung veranstaltete Kundgebung statt, bei der Zehntausende Bürger die pro-europäische Ausrichtung Moldaus unterstreichen wollten. Anwesend war neben Präsidentin Maia Sandu und anderen Ministern auch EU-Parlamentspräsidentin Roberta Metsola.
Am 14. Dezember 2023 beschlossen die Staats- und Regierungschefs während eines Gipfeltreffens, Beitrittsverhandlungen mit der Republik Moldau aufzunehmen. Die Beitrittsverhandlungen starteten am 25. Juni 2024.
Erklärtes Ziel der moldauischen Regierung ist (Stand Mai 2023) der Beitritt in die Europäische Union bis 2030.
Am 20. Oktober 2024 fand in Moldau ein Referendum über die Mitgliedschaft der Republik Moldau in der Europäischen Union 2024 statt, ob das Ziel des Beitritts zur Europäischen Union in der Verfassung des Landes verankert wird, um zu verhindern, dass künftige Regierungen Moldau von seinem proeuropäischen Kurs abbringen könnten. Die amtierende Präsidentin Maia Sandu warb beim Referendum für die „Ja“-Seite. Eine knappe Mehrheit befürwortete das Referendum. Präsidentin Sandu und die Europäische Kommission warfen der Regierung Russlands massive Manipulationsversuche vor.

## Übersicht über den Verhandlungsfortschritt
Am 9. Juli 2024 wurde das Screening begonnen.
| Kapitel                                                                  | Screening          | eröffnet | abgeschlossen |
| ------------------------------------------------------------------------ | ------------------ | -------- | ------------- |
| 1. Freier Warenverkehr                                                   | 21. Februar 2025   | –        | –             |
| 2. Freizügigkeit der Arbeitnehmer                                        | 3. Dezember 2024   | –        | –             |
| 3. Niederlassungsfreiheit und freier Dienstleistungsverkehr              | 6. Dezember 2024   | –        | –             |
| 4. Freier Kapitalverkehr                                                 | 16. Dezember 2024  | –        | –             |
| 5. Vergaberecht                                                          | 7. November 2024   | –        | –             |
| 6. Gesellschaftsrecht                                                    | 20. März 2025      | –        | –             |
| 7. Schutz geistiger Eigentumsrechte                                      | 18. Dezember 2024  | –        | –             |
| 8. Wettbewerbsrecht                                                      | 22. Januar 2025    | –        | –             |
| 9. Finanzdienstleistungen                                                | 4. Februar 2025    | –        | –             |
| 10. Informationsgesellschaft und Medien                                  | 28. März 2025      | –        | –             |
| 11. Landwirtschaft und ländliche Entwicklung                             | –                  | –        | –             |
| 12. Lebensmittelsicherheit, Veterinärpolitik und Pflanzenschutz          | –                  | –        | –             |
| 13. Fischerei                                                            | 3. Juni 2025       | –        | –             |
| 14. Verkehrspolitik                                                      | 13. Juni 2025      | –        | –             |
| 15. Energie                                                              | 11. Juli 2025      | –        | –             |
| 16. Steuerpolitik                                                        | 16. Mai 2025       | –        | –             |
| 17. Wirtschafts- und Währungspolitik                                     | 21. Mai 2025       | –        | –             |
| 18. Statistiken                                                          | 14. November 2024  | –        | –             |
| 19. Sozialpolitik und Beschäftigung                                      | 4. April 2025      | –        | –             |
| 20. Unternehmens- und Industriepolitik                                   | 23. Mai 2025       | –        | –             |
| 21. Transeuropäisches Verkehrsnetz                                       | 13. Juni 2025      | –        | –             |
| 22. Regionalpolitik und Koordination der strukturpolitischen Instrumente | –                  | –        | –             |
| 23. Justiz und Grundrechte                                               | 17. Oktober 2024   | –        | –             |
| 24. Justiz, Freiheit und Sicherheit                                      | 26. September 2024 | –        | –             |
| 25. Wissenschaft und Forschung                                           | 12. Mai 2025       | –        | –             |
| 26. Bildung und Kultur                                                   | 13. Mai 2025       | –        | –             |
| 27. Umwelt                                                               | 4. Juli 2025       | –        | –             |
| 28. Verbraucher- und Gesundheitsschutz                                   | 19. März 2025      | –        | –             |
| 29. Zollunion                                                            | 8. April 2025      | –        | –             |
| 30. Beziehungen nach außen                                               | 5. Februar 2025    | –        | –             |
| 31. Außenpolitik, Sicherheits- und Verteidigungspolitik                  | 21. März 2025      | –        | –             |
| 32. Finanzkontrolle                                                      | 14. Oktober 2024   | –        | –             |
| 33. Finanz- und Haushaltsbestimmungen                                    | –                  | –        | –             |
| 34. Institutionen                                                        | entfällt           | entfällt | entfällt      |
| 35. Andere Fragen                                                        | entfällt           | entfällt | entfällt      |
| abgeschlossen                                                            | 29                 | 0        | 0             |
| ausstehend                                                               | 4                  | 33       | 33            |

Stand: 11. Juli 2025
Verhandlungsfortschritt: